# Продувний газопровід
Продувний газопровід – трубопровід, призначений для продування й скидання в атмосферу з ділянок зовнішніх та внутрішніх газопроводів газу, повітря, інертного газу після продування, випробувань на герметичність і міцність, при заповненні ділянок газом, ремонті, консервації або тривалій перерві подачі ними газу.
Періодичне продування визначається технологічним регламентом і проводиться в ручному режимі відкриттям відповідної засувки.